# Baltschieder
Baltschieder – miejscowość i gmina (Politische Gemeinde) w południowej Szwajcarii, w kantonie Valais, w okręgu (Bezirk) Visp. Leży nad Rodanem.

## Demografia
W Baltschieder mieszka 1318 osób. W 2021 roku 8,3% populacji gminy stanowiły osoby urodzone poza Szwajcarią. 

## Transport
Przez teren gminy przebiega autostrada A9. 